# سان سيفيرينو لوكانو
سان سيفيرينو لوكانو (بالإيطالية: San Severino Lucano)‏ هي بلدية في مقاطعة بوتنسا في إقليم بازيليكاتا الإيطالي.

## السكان
في سنة 1861 بلغ عدد السكان 4٬937 نسمة، وتطور العدد ليصل في سنة 2011 لـ 1٬667 نسمة.
يظهر هذا المخطط البياني تطور النمو السكاني لـ سان سيفيرينو لوكانو